# Platyspira
Platyspira is een geslacht van spinnen uit de familie hangmatspinnen (Linyphiidae).

## Soorten
De volgende soorten zijn bij het geslacht ingedeeld:
- Platyspira tanasevitchi Song & Li, 2009